# Aids
Aids of verworven immunodeficiëntiesyndroom (Engels: acquired immune deficiency syndrome of acquired immunodeficiency syndrome) is een ziektebeeld dat wordt veroorzaakt door het retrovirus hiv.

## De geschiedenis van aids

### Een onbekende ziekte
Aan het eind van de jaren 1970, begin jaren 1980 stak er een tot dan onbekende ziekte de kop op in Amerika en even later in Europa. Kenmerkend aan de ziekte was dat de weerstand van de getroffen personen aangetast werd, dat negen van de tien patiënten homoseksueel waren en 98% man. Het leek een homoziekte, zoals veel kranten toen berichtten en daarom 'werd in eerste instantie over GRID (gay-related immuno deficiency) gesproken. Later bleek deze aanduiding onjuist te zijn. In 1982 werd duidelijk dat ook gebruikers van verdovende middelen en lijders aan de bloederziekte hemofilie de ziekte konden krijgen. Deze laatsten kregen bloedtransfusies met bloed dat besmet bleek te zijn. De ziekte kreeg een naam al voordat de verwekker gevonden was: acquired immuno-deficiency syndrome (verworven immuundeficiëntiesyndroom), afgekort aids.

### Afweersysteem
Medici veronderstelden dat de ziekte te maken had met het afweersysteem, omdat een belangrijke groep bloedcellen die de immuniteit regelen, de CD4+ T-cellen, afnam bij mensen met aids. Hierdoor krijgen mensen met aids opportunistische infecties, infecties die gezonde mensen niet krijgen, maar die zich kunnen ontwikkelen bij een verzwakte afweer. Dat was bijvoorbeeld het geval met longontstekingen door het organisme Pneumocystis jiroveci en het door het HHV-8-virus veroorzaakte kaposisarcoom, die bij deze mensen frequent ontstonden. Verder bleken infecties die gezonde mensen meestal doorstaan, dodelijk te zijn voor personen die getroffen waren door de onbekende ziekte.

### Verenigde Naties

Aids komt wereldwijd voor, maar de prevalentie verschilt van land tot land

### Hiv

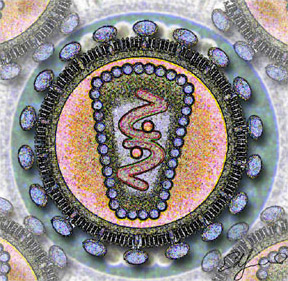
Dwarsdoorsnede van het humaan immunodeficientie virus (hiv)

### Condoomgebruik

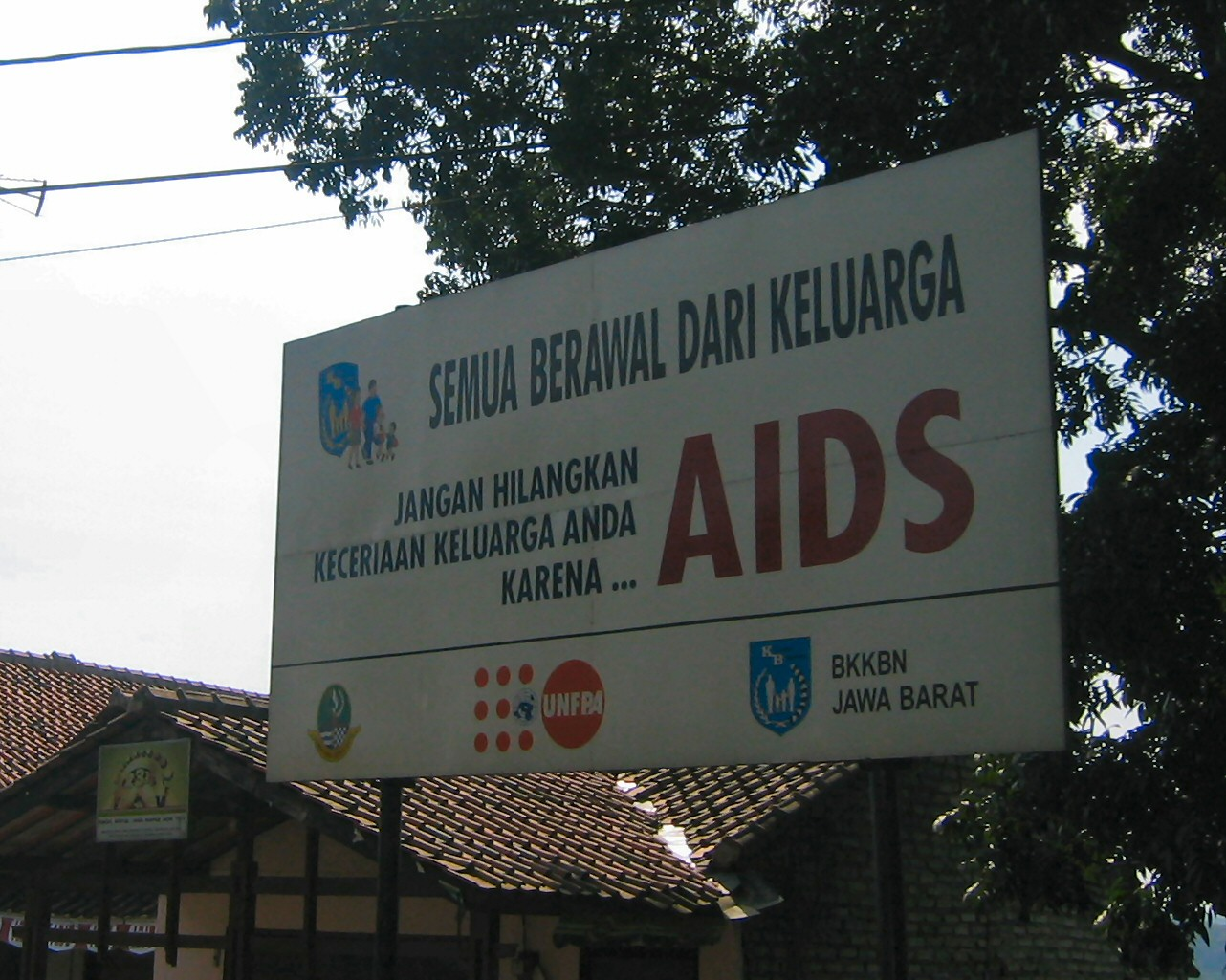
Aidsvoorlichting in Indonesië